# Rodina písma

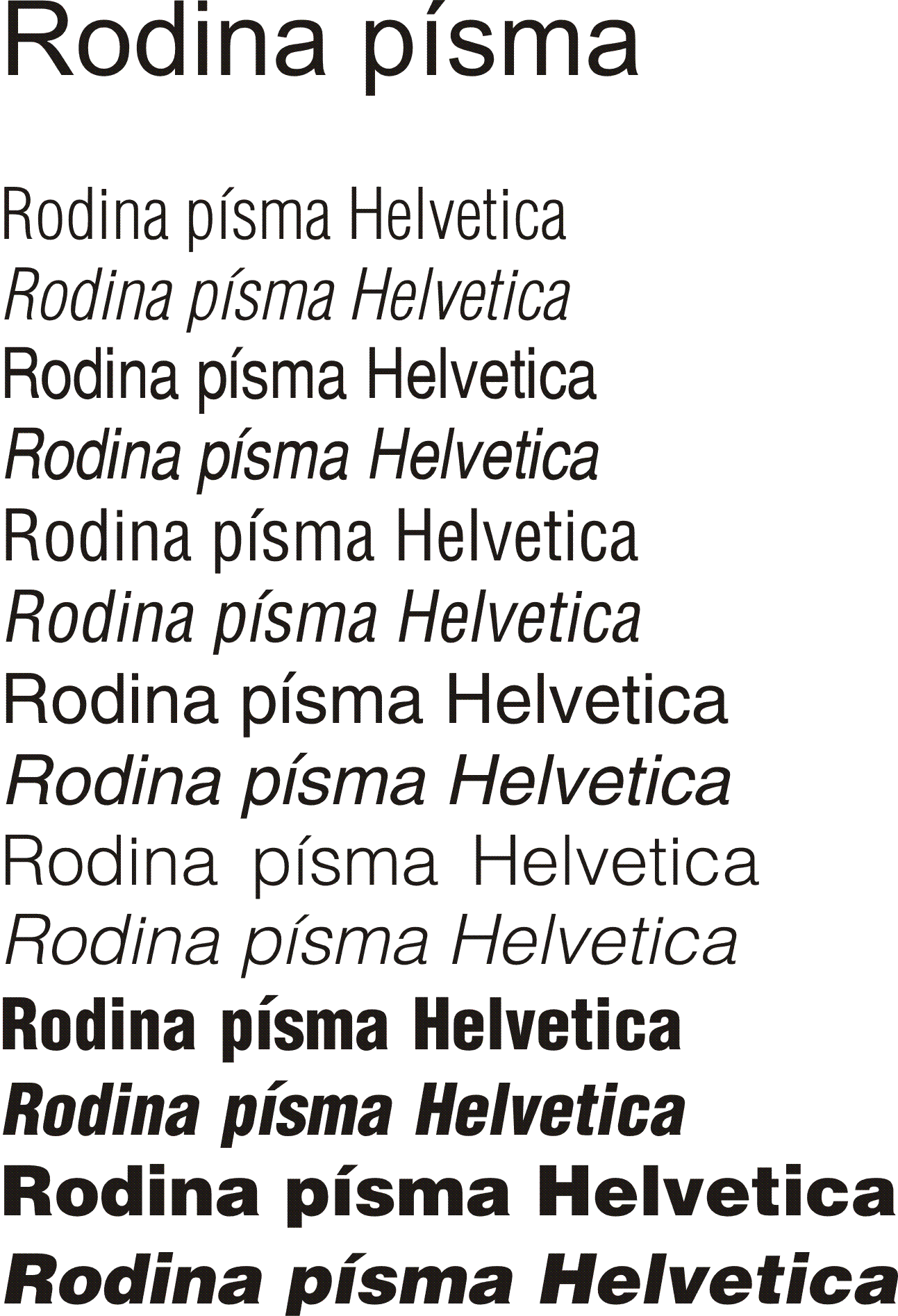
Rodina písma Helvetica

Rodina písma je v typografii skupina řezů odvozených z jednoho typu písma.
Řez písma je kresebná varianta základního typu písma. Těchto kresebných variant se používá pro vyznačování slova nebo i delšího textu. Je to např. tučné písmo nebo kurziva.
Používání jedné písmové rodiny zajišťuje jednotný vzhled sazby.
Úplná písmová rodina obsahuje základní písmo a jeho vyznačovací verze - stojatého písma i kurzivy. Písma jedné rodiny mají společné kresebné vlastnosti, stejnou střední výšku, výšku verzálek i délku horních a dolních dotahů.
Některé rodiny písma obsahují velké množství řezů, ovšem většina typů písem obsahuje řezy čtyři. Jiné typy písma rodiny ani netvoří, protože jsou navrženy pouze v jednom řezu, případně mají pouze jeden vyznačovací řez.

## Základní písmo
Nejběžnějším písmem používaným v sazbě knih, časopisů, na internetu apod. je základní písmo, jehož znaky jsou vzpřímené (někdy též stojaté písmo, obyčejné, normální).

## Vyznačovací řez

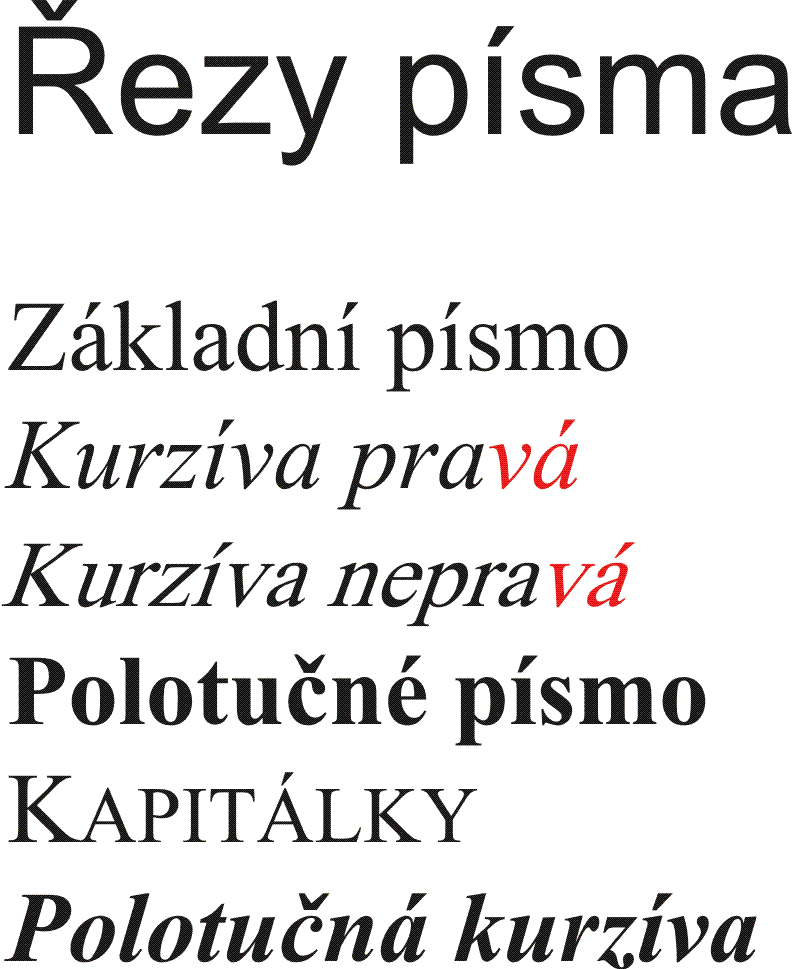
Řezy písma Times New Roman

Vyznačovací řez se liší od základního svou kresbou. Kresba je však ze základního řezu odvozena. Vyznačovací řez se používá k zvýraznění důležitých slov nebo celých částí textu. Vyznačovacím řezem může být kurziva, písmo polotučné, tučné, či velmi tučné, tučná kurziva nebo kapitálky.

### Kurziva
Kurzíva je řez s mírným sklonem. Je nejčastěji používaným řezem používaným v sazbě pro vyznačování. Pro svou horší čitelnost není vhodný pro sazbu delšího textu. Pravá kurziva je speciálně navržený řez písma. Počítačová sazba však umožňuje i naklonění písma, které kurzívu neobsahuje. Tato nepravá kurziva se však od pravé výrazně liší a hlavně deformuje tvar písma.

### Duktus
Duktus (v typografii se tímto pojem rozumí tloušťka písmových tahů) je dalším důležitým znakem písmové kresby. Duktus je vyjádřen poměrem tloušťky tahů k výšce písmen. Výrazně ovlivňuje výraznost a čitelnost písma.
Písma se zesíleným duktem mohou být polotučná, tučná a velmi tučná. U těchto řezů jsou všechny tahy oproti základnímu řezu zesíleny a vysázený text působí opticky tmavší.
Písma se zeslabeným duktem jsou tenká nebo slabá. Jejich tahy jsou zeslabené a text vysázený těmito písmy se zdá opticky světlejší.
Kombinací sklonu a duktu dostáváme např. tučnou kurzivu.

### Kapitálky
Kapitálky jsou menší verzí normálních verzálek. Jsou kreslené na střední výšku písma a mohou být pravé nebo nepravé. Pravé kapitálky je nutné si koupit zvlášť ve speciálním písmovém souboru. Nepravé kapitálky jsou imitovány z verzálek, u kterých je snaha přiblížit se střední výšce písma. Nepravé kapitálky mají však i zeslabený duktus oproti základnímu písmu, a takto vyznačený text se bude v sazbě opticky propadávat.